# Epiandrosterona

Fórmula esquelética da epiandrosterona.
CAS: 481-29-8.

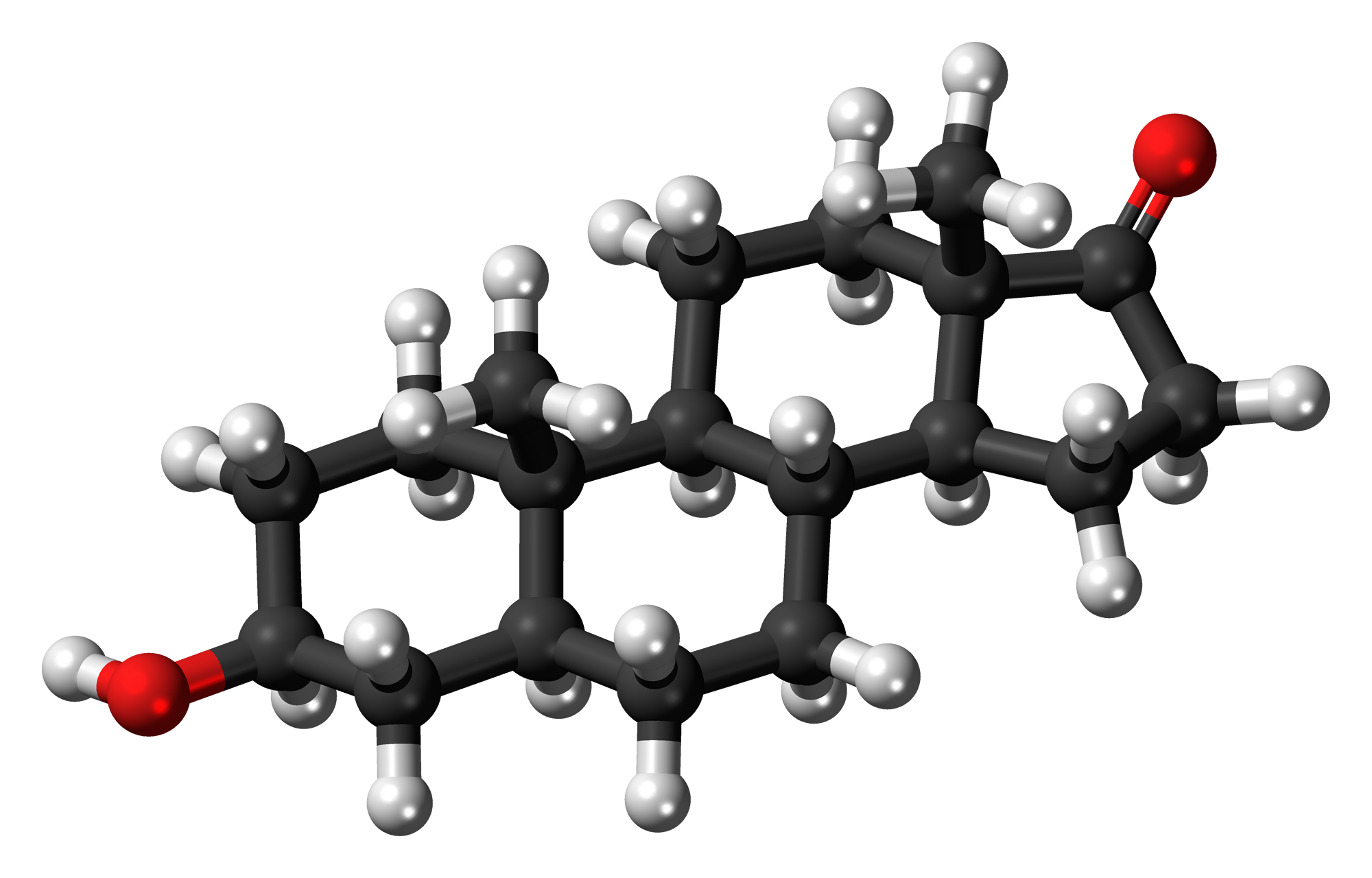
Modelo da epiandrosterona.

A epiandrosterona ou isoandrosterona, também chamada 3β-androsterona, 3β-hidroxi-5α-androstan-17-ona ou 5α-androstan-3β-ol-17-ona, é uma hormona esteróide com uma débil actividade androgénica. É um metabólito da testosterona e di-hidrotestosterona (DHT).
A epiandrosterona aparece de forma natural na maioria dos mamíferos, entre eles os porcos.
A epiandrosterona produz a enzima 5α-redutase a partir da hormona adrenal desidroepiandrosterona (DHEA).